# セス・フランコフ
ジェームズ・セス・フランコフ（James Seth Frankoff, 1988年8月27日 - ）は、アメリカ合衆国ノースカロライナ州ローリー出身の元プロ野球選手 （投手）。右投右打。

## 経歴

### プロ入りとマイナー時代
2010年のMLBドラフト27巡目（全体815位）でオークランド・アスレチックスから指名され、プロ入り。傘下のマイナーに6年間在籍したが、メジャー出場を果たすことができないまま2016年3月30日に自由契約となった。
2016年シーズンはロサンゼルス・ドジャース傘下でプレーした。オフの11月7日にFAとなった。

### カブス時代
2016年11月16日にシカゴ・カブスとマイナー契約を結んだ。
2017年6月8日にメジャー契約を結んでアクティブ・ロースター入りし、9日のコロラド・ロッキーズ戦でメジャー初登板を果たしたが、メジャーでの登板はこの1試合のみだった。9月1日にDFAとなった。

### マリナーズ傘下時代
2017年9月4日にウェイバー公示を経てシアトル・マリナーズへ移籍したが、メジャー・マイナーともに登板機会は無く、オフの12月10日に自由契約となった。

### 斗山時代
2017年12月10日にKBOリーグの斗山ベアーズと契約した。当時の斗山はダスティン・ニッパート及びマイケル・ボウデンとの残留交渉が決裂し、二人ともチームを去ったため新外国人を探していた。
2018年はシーズン序盤から先発ローテーションに定着し、KBOタイ記録となるデビューから13連勝を記録するなど、28試合に登板して18勝3敗、防御率3.74の成績を残してシーズン最多勝を獲得した。さらにSKワイバーンズとの韓国シリーズ2回戦に先発登板し、6回2/3を5安打3失点に抑えて勝利した。
2019年は故障で登板できなかった期間が長く9勝にとどまり、同年限りで斗山を退団した。

### マリナーズ時代
2020年2月13日にサンディエゴ・パドレスとマイナー契約を結んだが、7月14日にFAとなった。
その後、8月11日にマリナーズとマイナー契約を結んだ。8月30日にメジャー契約を結んでアクティブ・ロースター入りした。レギュラーシーズン終了後の10月19日にマイナー契約となり、傘下のAAA級タコマ・レイニアーズへ送られ、翌20日にFAとなった。

### ダイヤモンドバックス時代
2021年1月5日にアリゾナ・ダイヤモンドバックスとマイナー契約を結んだ。5月12日にメジャー契約を結んでアクティブ・ロースター入りした。6月15日に右前腕部の痛みのため60日間の故障者リストに掲載された。9月8日に自由契約となった。

### メキシカンリーグ時代
2022年5月24日にメキシカンリーグのメキシコシティ・レッドデビルズと契約した。2試合に先発登板したが、0勝1敗、防御率12.00という成績に終わり、5月30日に自由契約となった。

### 独立リーグ時代
2022年9月1日にアトランティックリーグのハイポイント・ロッカーズと契約した。入団後は4試合にリリーフ登板した。
2023年6月10日に現役引退を発表した。

## 詳細情報

### 年度別投手成績
| 年 度    | 球 団    | 登 板 | 先 発 | 完 投 | 完 封 | 無 四 球 | 勝 利 | 敗 戦 | セ 丨 ブ | ホ 丨 ル ド | 勝 率 | 打 者 | 投 球 回 | 被 安 打 | 被 本 塁 打 | 与 四 球 | 敬 遠 | 与 死 球 | 奪 三 振 | 暴 投 | ボ 丨 ク | 失 点 | 自 責 点 | 防 御 率 | W H I P |
| -------- | -------- | ----- | ----- | ----- | ----- | -------- | ----- | ----- | -------- | ----------- | ----- | ----- | -------- | -------- | ----------- | -------- | ----- | -------- | -------- | ----- | -------- | ----- | -------- | -------- | ------- |
| 2017     | CHC      | 1     | 0     | 0     | 0     | 0        | 0     | 1     | 0        | 0           | .000  | 9     | 2.0      | 4        | 1           | 0        | 0     | 0        | 2        | 0     | 0        | 2     | 2        | 9.00     | 2.00    |
| 2018     | 斗山     | 28    | 0     | 0     | 0     | 0        | 18    | 3     | 0        | 0           | .857  | 621   | 149.1    | 118      | 12          | 55       | 1     | 22       | 134      | 15    | 0        | 64    | 62       | 3.74     | 1.16    |
| 2019     | 斗山     | 22    | 0     | 0     | 0     | 0        | 9     | 8     | 0        | 0           | .529  | 495   | 117.1    | 110      | 5           | 30       | 1     | 13       | 111      | 2     | 1        | 48    | 47       | 3.61     | 1.19    |
| 2020     | SEA      | 2     | 0     | 0     | 0     | 0        | 0     | 0     | 0        | 0           | ----  | 16    | 2.2      | 6        | 0           | 2        | 0     | 0        | 0        | 0     | 0        | 5     | 5        | 16.88    | 3.00    |
| 2021     | ARI      | 4     | 3     | 0     | 0     | 0        | 0     | 2     | 0        | 0           | .000  | 74    | 14.2     | 20       | 4           | 9        | 0     | 2        | 11       | 3     | 0        | 15    | 15       | 9.20     | 1.98    |
| MLB：3年 | MLB：3年 | 7     | 3     | 0     | 0     | 0        | 0     | 3     | 0        | 0           | .000  | 99    | 19.1     | 30       | 5           | 11       | 0     | 2        | 13       | 3     | 0        | 22    | 22       | 10.24    | 2.12    |
| KBO：2年 | KBO：2年 | 50    | 0     | 0     | 0     | 0        | 27    | 11    | 0        | 0           | .711  | 1116  | 266.2    | 228      | 17          | 85       | 2     | 35       | 245      | 17    | 1        | 112   | 109      | 3.68     | 1.17    |

- 各年度の太字はリーグ最高

### 年度別守備成績
| 年 度 | 球 団 | 投手（P） | 投手（P） | 投手（P） | 投手（P） | 投手（P） | 投手（P） |
| 年 度 | 球 団 | 試 合     | 刺 殺     | 補 殺     | 失 策     | 併 殺     | 守 備 率  |
| ----- | ----- | --------- | --------- | --------- | --------- | --------- | --------- |
| 2017  | CHC   | 1         | 0         | 0         | 0         | 0         | ----      |
| 2020  | SEA   | 2         | 0         | 0         | 0         | 0         | ----      |
| 2021  | ARI   | 4         | 1         | 4         | 0         | 1         | 1.000     |
| MLB   | MLB   | 7         | 1         | 4         | 0         | 1         | 1.000     |

### 背番号
- 43（2017年、2019年）
- 40（2018年）
- 60（2020年）
- 61（2021年）